# 船政
《船政》为成书于明代嘉靖二十五年（1546）的官修船务管理专书，由南京兵部车驾司奉旨汇集历年管理船政题例文卷编纂刊行，主要记载了当时的船政典章制度沿革变化及船的发展状况，其性质类似于档案文书，是研究明代造船业管理的重要文献。全书共三册、不分卷，三册的内容分别为题例、买木事宜和造修事宜，卷首刊有快船式样和平船式样两幅造船图式。现仅存宁波天一阁博物馆所藏的嘉靖刻本，为海内孤本。